# Stamtafel

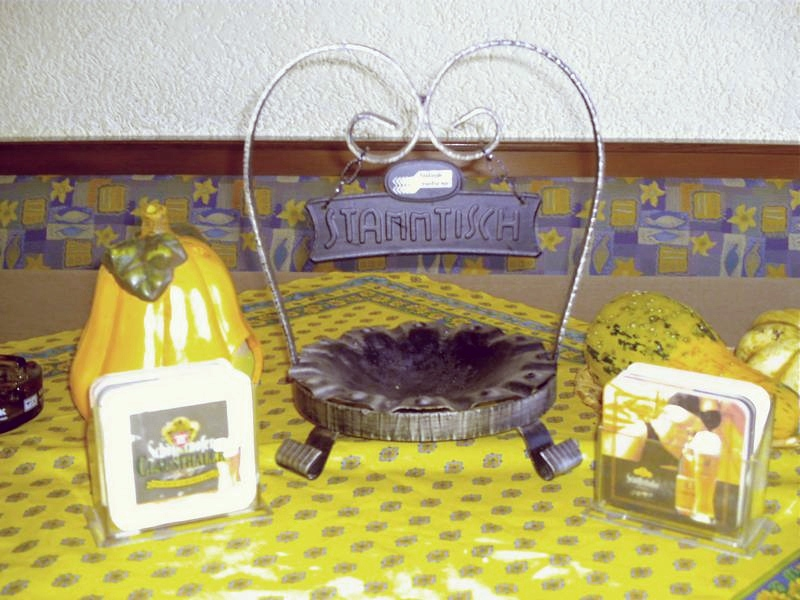
Een typische asbak met bord "Stammtisch" in een Duits café

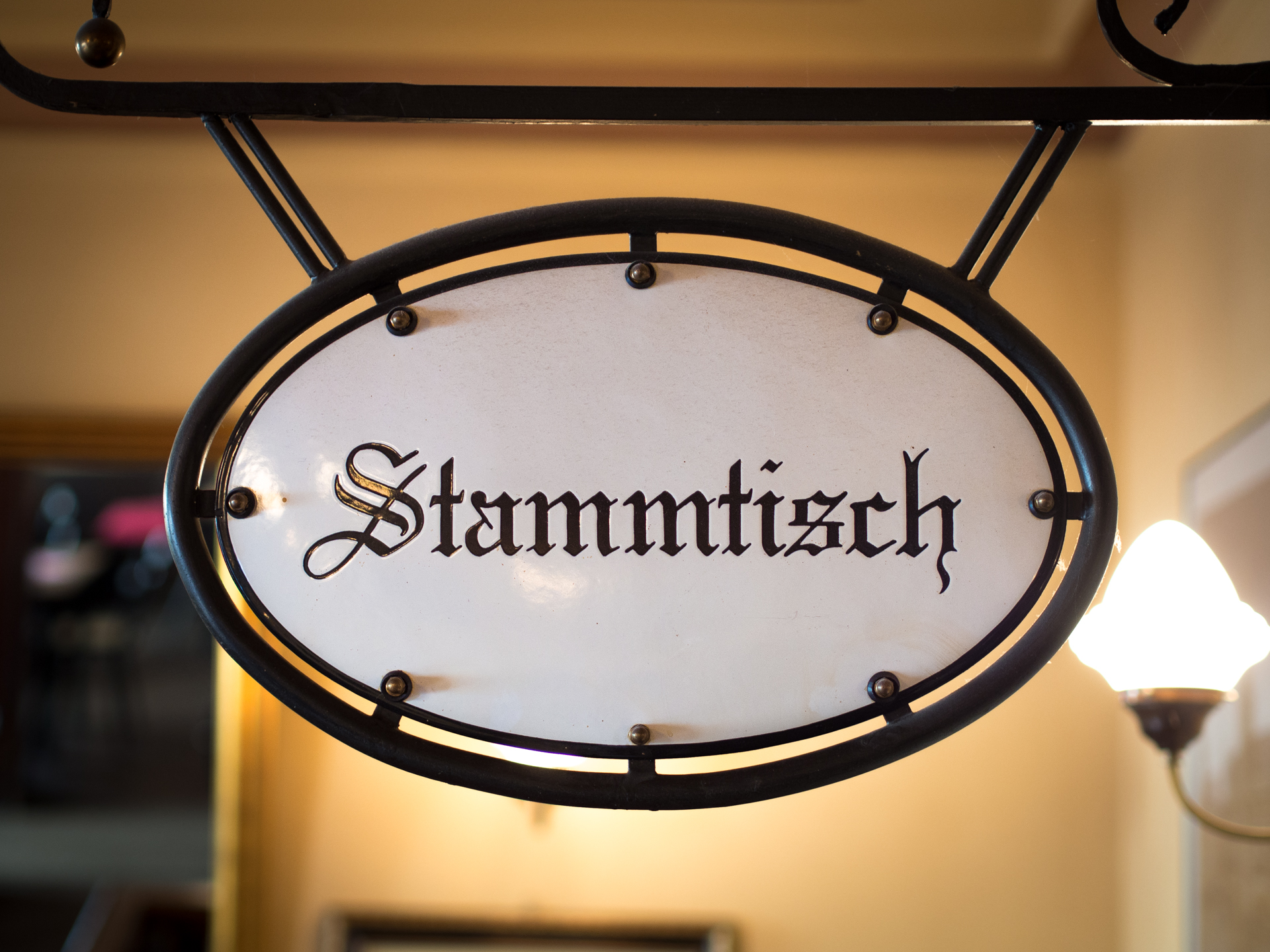
Emaille "Stammtisch" bord in München

Een stamtafel, ook wel bekend onder de Duitse naam Stammtisch, is een tafel in een café of vergelijkbare horecagelegenheid waaromheen zich regelmatig de stamgasten van dit café verzamelen. Het betreft hierbij geen georganiseerde ontmoetingen, maar eerder samenkomsten op basis van vriendschap en gewoonte. Het café waarin de stamtafel zich bevindt, wordt door de stamgasten ook wel hun stamcafé of stamkroeg genoemd.
Stamgasten kennen het bedienend personeel en de andere stamgasten bij de (voor)naam. Omgekeerd weet het personeel wat de klant drinkt. Bij hun binnenkomst wordt zijn consumptie ongevraagd voor hen klaargezet – een handgebaar is voldoende. Daardoor voelen de stamgasten zich vertrouwd en thuis in het café en beschouwen zij het personeel en de andere vaste klanten als goede kennissen.
Vaak wordt de stamtafel door een bord of speciale asbak gemarkeerd zodat deze voor de stamgasten gereserveerd is. Andere gasten kunnen aan de stamtafel worden uitgenodigd, maar het wordt als onbeleefd beschouwd zichzelf aan de stamtafel uit te nodigen.

## Achtergrond
In Duitsland was het lidmaatschap van een stamtafel tot in de tweede helft van de 20ste eeuw gebonden aan een hogere sociale status. Personen als burgemeesters, artsen, apothekers, leraren of rijke boeren zaten rondom deze tafel. 
In het Iberische taalgebied (Spanje, Portugal en Latijns-Amerika) kent men de tertulia, een soortgelijke bijeenkomst, vaak met een literaire or artistieke achtergrond. In het Verenigd Koninkrijk en Ierland bestaat in veel pubs een afgescheiden "achterkamertje" voor hetzelfde doel.
Tegenwoordig zijn stamtafels niet meer verbonden aan sociale status. Enkel zaken als saamhorigheid, vertrouwdheid en gemeenschappelijke interesses spelen nu nog een rol.